# Jordánsko na Letních olympijských hrách 2020
Jordánsko se zúčastnilo Letních olympijských her 2020 a reprezentovalo jej 14 sportovců v 8 sportech (10 mužů a 4 ženy). Na zahájení her byli jako vlajkonoši výpravy současně Julyana Al-Sadeqová a Zeyad Ishaish. Země dokázala dobře navázat na úspěšné předchozí hry v Riu de Janeiro a získala na těchto hrách celkově jednu stříbrnou a jednu bronzovou medaili.

## Medailisté
| Medaile | Jméno                  | Sport     | Disciplína      | Datum        |
| ------- | ---------------------- | --------- | --------------- | ------------ |
| Stříbro | Saleh El-Sharabaty     | Taekwondo | Muži – do 80kg  | 26. července |
| Bronz   | Abdelrahman Al-Masatfa | Karate    | Muži – do 67 kg | 5. srpna     |